# Snyder Peak
Snyder Peak är en bergstopp i Antarktis. Den ligger i Västantarktis. Inget land gör anspråk på området. Toppen på Snyder Peak är 1 542 meter över havet.
Terrängen runt Snyder Peak är kuperad åt nordost, men åt sydväst är den platt. Trakten är obefolkad. Det finns inga samhällen i närheten. 